# Młyński Staw (staw koło osady Młyńsko)
Młyński Staw (Zb. Młyńsko) – staw w Polsce położony w województwie warmińsko-mazurskim, w powiecie szczycieńskim, w gminie Szczytno, ok. 800 m od wschodniej granicy miasta Szczytna, przy przysiółku Młyńsko. Podobną nazwę nosi inne jezioro położone po przeciwnej stronie Szczytna – Młyński Staw.
Dane:
- powierzchnia: 0,87 ha
- głębokość maksymalna: 2,2 m
- pojemność: 13 tys. m³

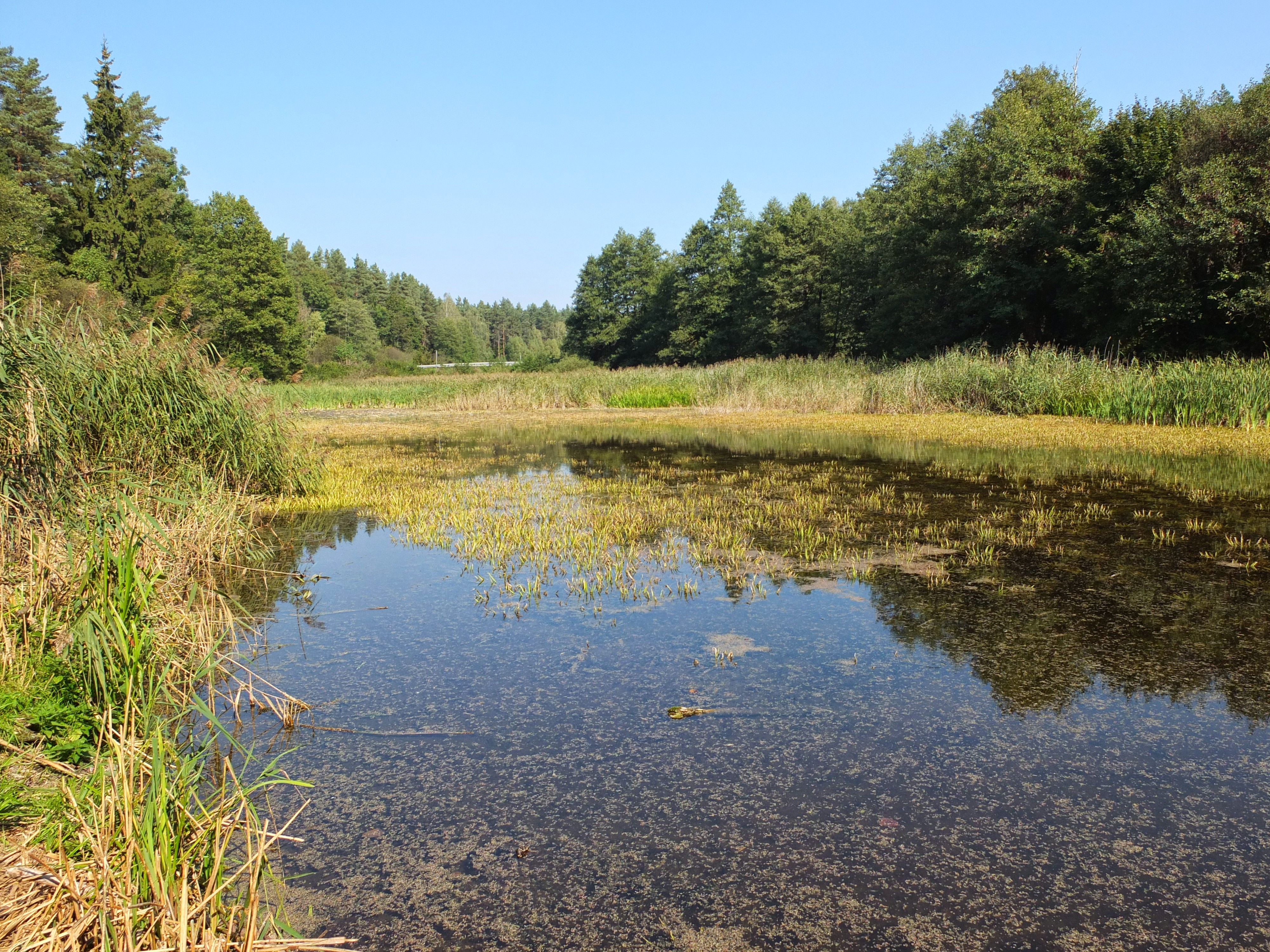
Młyński Staw przy rzece Wałpuszy

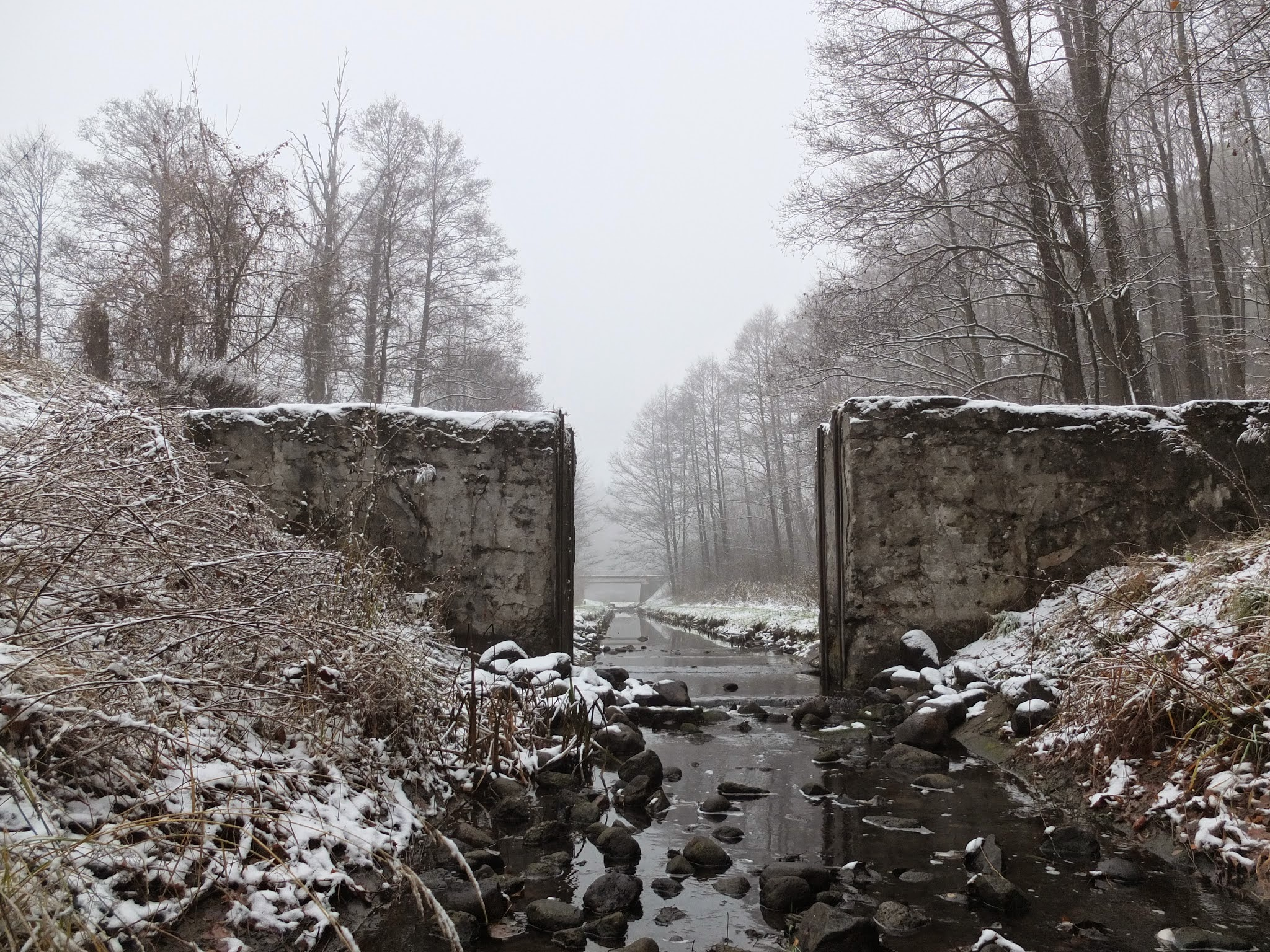
Jaz na Wałpuszy

Staw jest rozlewiskiem rzeki Wałpusza powstałym za pomocą jazu piętrzącego w przysiółku Młyńsko. Jaz powstał w okresie przedwojennym. Obecny poziom dna stawu i lustra wody w rzece jest taki, że jaz nie jest konieczny i zlikwidowanie go nie spowodowałoby całkowitego zniknięcia zbiornika. Staw leży przy trasie krajowej 53 biegnącej do Ostrołęki, ok. 800 m od granic Szczytna. Staw jest też granicą okręgów wędkarskich, jak i granicą przebiegu Wałpuszy – powyżej jest rzeką dziką, poniżej w dużym stopniu uregulowaną.
Położenie stawu, zaopatrzenie w czystą wodę z Wałpuszy, zanieczyszczenie jezior miejskich i usytuowanie stawu blisko granicy miasta spowodowało, że w okresie PRL Młyński Staw był miejscem rekreacji dla mieszkańców Szczytna. Tego miejsca wypoczynku nie nazywano wtedy Młyńskim Stawem, ale Czerwonym Mostkiem. Zbiornik, mimo że tak mały, był w dobrej kondycji, gdyż co roku odmulano mechanicznie dno, plaże i zejścia pokrywano piaskiem. W latach 90. o zbiornik przestano dbać, czyścić dno, tak więc zarósł całkowicie i uległ wypłyceniu. Obecnie cała tafla jeziora pokryta jest roślinnością pływającą, dno jest zamulone i zbiornik całkowicie nie nadaje się do celów rekreacyjnych.